# هنرهای رزمی شائولین
هنرهای رزمی شائولین (به انگلیسی: Martial Arts of Shaolin) معروف به معبد شائولین ۳، یک فیلم رزمی هنگ کنگی محصول سال ۱۹۸۶ به کارگردانی لائو کار-لیانگ با بازی جت لی می‌باشد.

## بازیگران
- جت لی در نقش لین ژی مین
- هوانگ کیویان در نقش سی م یان
- هو جیانگینگ
- یو چنگوی[۳][۴]
- یو هی
- سان جیانکوی
- لاو وای لئونگ
- جی چون هوا
- مک وی چنگ در نقش وی فنگ
- یان دی هوا در نقش استاد وو لو
- کائو زنگین
- وانگ خووک کین
- هو میجی
- جیانگ یان لین
- وانگ چانیوان
- ژانگ جیان ون
- وانگ شودان
- م چن
- گائو بیو
- یوان یوان
- ژوئن یوان
- هانگ_یان-یان